# Ханганов Микита Сергійович
Микита Ханганов (нар. 25 червня 2006 — 24 червня 2023, Бердянськ, Україна) — 16-річний український школяр. Був убитий окупаційними військами РФ зі своїм другом Тіграном Оганнісяном під час окупації Запорізької області. Кавалер ордена Свободи.
Окупанти допитували родичів убитих хлопців і проводили обшуки.

## Життєпис
У жовтні 2022 року російські окупанти арештували Микиту з батьком. В окупованому поліцейському відділку Бердянська їх допитали та відпустили. З того часу окупанти регулярно допитували Микиту Ханганова та Тіграна Оганнісяна, а в їхніх оселях влаштовували обшуки. Дітей зобов'язали щоденно відмічатися в поліцейському «відділку».
7 квітня 2023 року російські військові возили Тіграна та Микиту до Ростова-на-Дону для примусової психолого-психіатричної експертизи.
24 травня 2023 року Микита Ханганов і Тігран Оганнісян отримали обвинувачення від Слідчого комітету РФ у нібито підготовці диверсії на залізниці. Справу готували до суду, РФ планувала засудити хлопців до 20 років ув'язнення.
15 червня 2023 року Європарламент ухвалив резолюцію з вимогою припинити переслідувати Тіграна Оганнісяна та Микиту Ханганова, а також випустити їх на підконтрольну Україні територію. Російські військові продовжили утримувати підлітків на тимчасово окупованій території.

## Вшанування пам'яті
20 травня 2024 року в Запоріжжі частину вулицю Лассаля перейменували на честь Микити Ханганова, а іншу частину на честь Тіграна Оганнісяна.

## Нагороди
- Орден Свободи (19 липня 2025, посмертно) — за громадянську мужність, патріотизм, самовіддане відстоювання суверенітету та незалежності Української держави, конституційних прав і свобод людини[9]